# التقسيم الإداري في طاجيكستان
التقسيمات الإدارية في طاجيكستان تنقسم إلى:
| نوع                          | الاسم المحلي                                   | المستوى | العدد |
| ---------------------------- | ---------------------------------------------- | ------- | ----- |
| ولايات                       | Вилояти мухтор viloyati mukhtor                | 1       | 3     |
| منطقة جمهورية                | Ноҳияҳои тобеи ҷумҳурӣ nohijahoi tobei çumhurī | 1       | 1     |
| دوشنبه (عاصمة)               | دوشنبه (عاصمة)                                 | 1       | 1     |
| نواحي طاجيكستان [الإنجليزية] | ноҳия nohiya                                   | 2       | 58    |
| تجمعات [الإنجليزية]          | تجمعات [الإنجليزية]                            | 3       | 401   |